# 알렉산드리아 콥트 정교회의 교황
알렉산드리아 콥트 정교회의 교황은 콥트 정교회(Coptic Orthodox Church of Alexandria)의 지도자이다. 고대 기독교에 뿌리를 둔 이집트 지역 교회로 현재 수장은 2012년 11월 4일에 착좌한 타와드로스 2세이다.

## 개요
교회의 전통에 따르면 교황은 콥트 정교회 총대주교 시노드 의장이며 사도의 대리인이다. 알렉산드리아 교회의 최고 권위자로서 전세계에 1,200만 ~ 1,800만 명의 회원을 두고 있으며 그 중 1,000만 ~ 1,400만 명이 이집트에 거주하고 있다. 교회의 조직, 신앙 및 질서의 문제에 관한 규칙과 규정을 공식화하고, 교황은 또한 교회의 총회 협의회 의장이기도 하다.
역사적으로 알렉산드리아와 관련이 있지만 알렉산드리아의 콥트 정교 교황의 거주지와 주교좌는 1047년부터 카이로에 위치해 있다.

## 같이 보기
- 알렉산드리아 콥트 정교회
- 알렉산드리아 총대주교